# Xanthophyllum ellipticum
Xanthophyllum ellipticum là một loài thực vật có hoa trong họ Polygalaceae. Loài này được Korth. ex Miq. miêu tả khoa học đầu tiên năm 1864.